# Релігія в Словенії
Релігія в Словенії протягом 1990-х років аналізувались на основі двох опитувань. 1992 року відбулось перше опитування. Організації громадської думки словенців, згідно котрому 20 % повнолітніх словенців заявили, що вірили у «свого Бога» (39 % стверджували, що вірили в Бога як «вічний дух» або «життєву силу»). 1997 року безвідмовно вірянами вважались 24 % опитуваних (29 % дорослих громадян вірили в життя після смерті; 37,5 % визнавали існування Раю, а 24 % — існування пекла). Біля половини опитуваних (57 %) сповідують якусь релігію і до сьогодення.
З заяви соціолога Ніко Тоша слідувало, що біля 50 % словенців щоденно відвідують храми та справляють релігійні обряди, 20 % є вірянами і при цьому дотримують не усі обряди, а 30 % вірянами не є.

## Віросповідання
| Віросповідання             | 1991 (%) | 2002 (%) |
| -------------------------- | -------- | -------- |
| Християнство (католицизм)  | 71.6     | 57.8     |
| Християнство (лютеранство) | 0.7      | 0.8      |
| Православне християнство   | 2.4      | 2.3      |
| Інші християнські церкви   | 0.2      | 0.2      |
| Іслам                      | 1.5      | 2.4      |
| Вірять у надприродне       | 0.2      | 3.5      |
| Атеїсти                    | 0.4      | 10.1     |
| Важко відповісти           | 4.2      | 15.7     |
| Дані невідомі              | 14.6     | 7.1      |

## Скандали
З 2000 по 2003 роки в Словенії стали доволі часто з'являтись нові релігійні громади і навіть секти. Міністр у справах віросповідання, незадоволений цим, своїм розпорядженням заявив поза закону створення нових релігійних громад та фактично дозволив переслідування осіб, що не притримувались традиційних віросповідань. Пік кризи прийшов на червень 2003 рік, коли відбувся перший з'їзд новоутвореної організації Форум 18. За підсумками форуму в Словенії було відмінено постанову про заборону реєстрації нових релігійних громад. 
Проєкт нового закону про свободу віросповідання розробив Ловро Штурм, лицар Мальтійського ордену, проте його зустріли бурхливими протестами мешканці країни. Численні суперечки та обговорення в газетах, на телебаченні та по радіо не зупинили уряд Янеза Янші від затвердження закону, хоча той вимушений був відкоригувати статті. Спроба Алеша Гуліча, депутата Парламенту Словенії, просунути свій закон про свободу віросповідання, не увінчалась успіхом, оскільки Янша навіть не дав депутатам добре розглянути його.